# William Jacob Holland

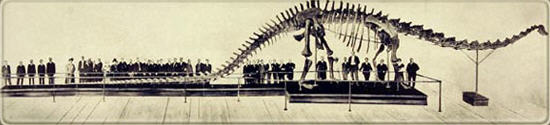
Congresso dell American Association of Museums del 1907, con lo scheletro di un Diplodocus

William Jacob Holland (Giamaica, 16 agosto 1848 – 13 dicembre 1932) è stato un paleontologo, zoologo ed entomologo statunitense, cancelliere dell'Università di Pittsburgh dal 1891 al 1901 e direttore del Carnegie Museums of Pittsburgh.

## Biografia
Come direttore del Carnegie Museums, Holland ha raggiunto una fama internazionale per la supervisione del montaggio di diversi calchi del dinosauro sauropode Diplodocus, composta da donazioni da parte di moltissimi musei di storia naturale di tutta Europa. I lavori sui Diplodocus gli valsero riconoscimenti internazionale come, la Legion d'onore francese e una German knight's cross tedesca.

## Letteratura
- Alberts, Robert C., Pitt: The Story of the University of Pittsburgh 1787-1987, Pittsburgh, University of Pittsburgh Press, 1987, ISBN 0-8229-1150-7.
- Holland, W. J. (1898). The Butterfly Book: A Popular Guide to a Knowledge of the Butterflies of North America . New York: Doubleday & McClure. (Reprinted by Dover.)
- Holland, W. J. (1913). To the River Plate and Back: The Narrative of a Scientific Mission to South America, with Observations on Things Seen and Suggested . New York & London: G. P. Putnam's Sons. (on-line)
- "William Jacob Holland" in American National Biography. New York: Oxford University Press, 2004.